# Colilodion mirus
Espèce
Colilodion mirus est une espèce de coléoptères de la famille des Staphylinidae.

## Répartition
Cette espèce est connue de Sabah, en Malaisie.